# Javi Navarro
Francisco Javier „Javi“ Vicente Navarro (* 6. Februar 1974 in Valencia) ist ein ehemaliger spanischer Fußballspieler, der während seiner aktiven Zeit zuletzt beim FC Sevilla in der spanischen Primera División spielte.
Er war Verteidiger und konnte zentral sowie auf der linken Seite eingesetzt werden.
Navarro stand im Aufgebot der Spanier für die Olympischen Spiele 1996, wo er jedoch mit seiner Mannschaft im Viertelfinale ausschied.
Navarro war Kapitän des FC Sevilla beim Gewinn des UEFA-Pokals 2006 und 2007.
| Personendaten    | Personendaten                     |
| ---------------- | --------------------------------- |
| NAME             | Navarro, Javi                     |
| ALTERNATIVNAMEN  | Navarro, Francisco Javier Vicente |
| KURZBESCHREIBUNG | spanischer Fußballspieler         |
| GEBURTSDATUM     | 6. Februar 1974                   |
| GEBURTSORT       | Valencia                          |